# 朱雨玲
朱 雨玲（しゅ うれい、ジュ・ユリン Zhu Yuling 1995年1月10日 - ）は、中国出身の卓球選手。

## 人物
綿陽市の生まれ、5歳で卓球を始め、2010年にジュニア代表に選ばれその年のITTFツアージャパンオープンでツアーに初出場し準優勝する活躍を見せた。
2010年と2012年に世界ジュニア卓球選手権の女子シングルスで優勝した。
2013年のアジア卓球選手権は女子ダブルスと団体で優勝した。世界選手権パリ大会では女子シングルスと女子ダブルスで銅メダルを獲得した。
2015年のアジア卓球選手権は女子シングルスと団体で優勝した。世界選手権蘇州大会は女子ダブルスで優勝した。11月の世界ランキングで自己最高位の2位を記録したが、2016年のリオデジャネイロオリンピックへの出場は逃した。
2017年アジア卓球選手権は連覇を狙ったシングルスは準決勝で平野美宇に敗れ3位だったが、女子ダブルスと団体で優勝した。
2017年にワールドカップの女子シングルスで優勝し、11月の世界ランキングで1位になった。
2019年ごろから体の異常に気付くようになり2020年の6月頃に正式に診断を受ける。
2021年9月に自身の微博で甲状腺がんの手術を受けていたこと報告。
2022年、国家チームからの引退を発表。引退後の現在は四川省成都市にある電子科技大学経営学博士コースに入学している。
2024年2月，マカオ政府の人材紹介計画を通じてマカオの居住資格を取得した。2024年9月、WTTチャンピオンズマカオにワイルドカードで出場。

## プレースタイル
中国女子チームの中では小柄な選手だが、運動能力は高く、一発の強打もある。強打で左右に振られても、何本でも返球して相手の焦りを誘い、要所で強打を決めて試合を優位に展開。相手にゲームポイントを取られても動じないメンタルの強さは一級品で、30代の選手とは思えない戦術の遂行能力を見せる。

## 主な成績
※最高成績

### 女子シングルス
- 世界選手権　準優勝(2017)
- アジア大会　準優勝(2014)
- アジア選手権　優勝(2015)
- ワールドカップ　優勝(2017)
- アジアカップ　優勝(2018)[12]
- WTT USスマッシュ 優勝(2025)

### 女子ダブルス
- 世界選手権　優勝(2015)
- アジア大会　優勝(2014)
- アジア選手権　優勝(2013)